# Si parte alle sei
Si parte alle sei (Deadline at Dawn) è un romanzo noir scritto dall'autore statunitense Cornell Woolrich e firmato con lo pseudonimo di William Irish.

## Trama
Quinn Williams è un giovane da poco rimasto senza lavoro. Ha scoperto che un tale, per il quale aveva lavorato, ha molto denaro in una cassaforte male installata: gli è facile approfittare dell'assenza del legittimo proprietario per impadronirsi di un buon malloppo. Ma la sera stessa incontra una coetanea, Bricky (Ruth) Coleman e si lascia andare con lei alla nostalgia della piccola città da cui entrambi provengono. Comprendendo che Quinn è tormentato da qualcosa, lei gli fa ammettere il furto e lo convince a riportare i soldi nella casa, per poi tornare insieme in autobus alle loro famiglie.
Giunti nell'appartamento (Quinn aveva una chiave che non aveva restituito per errore), i due trovano il cadavere del padrone di casa. Scoprono che l'uomo si chiamava Stephen Graves e che la sera era uscito con una ragazza. Ormai sono quasi le tre di notte e il loro autobus partirà alle sei: decidono di impiegare quel tempo per capire chi ha ucciso Graves, consapevoli che, in caso contrario, Quinn sarà perseguito e certamente condannato.
In base ai pochi indizi reperiti, si mettono in caccia Quinn di un uomo e Bricky di una donna. Inevitabilmente commettono errori clamorosi, al punto di finire in pericolo: Quinn viene drogato da un tale Holmes, Brichy è catturata da Joan Bristol e Griff, tutti potenziali assassini di Graves. Quando Bricky, costretta da Joan e Griff, arriva nella casa del delitto, un misterioso salvatore (che si rivelerà essere Quinn) permette di sopraffare i due, legarli e avvertire la polizia. Così i due giovani scappano per prendere il loro autobus. La città, matrigna e ostile, sembra rivoltarsi contro la loro fuga e questa sensazione accompagnerà Bricky fino a quando, seduta accanto al compagno, si lascerà New York alle spalle.

## Opere derivate
Dal libro sono stati tratti tre film, di cui uno americano, uno turco e uno sovietico:
- 1946: In nome dell'amore (Deadline at Dawn), con Susan Hayward, Paul Lukas, Bill Williams, Joseph Calleia, regia di Harold Clurman[2];
- 1963: Bire on vardi di Memduh Un[3];
- 1965: Dro itsureba gantiadisas di Neli Nenova e Geno Tsulaya[4];

## Edizioni in italiano
- Cornell Woolrich/William Irish, Si parte alle sei, traduzione di Ugo Nanni, collana I libri gialli. Nuova serie n. 236, Milano, Mondadori 1953
- Cornell Woolrich/William Irish, Si parte alle sei, collana I capolavori dei gialli n. 182, Milano, A. Mondadori, 1961
- William Irish, Si parte alle sei, collana I Classici del Giallo Mondadori n. 65,Milano, 1969
- Cornell Woolrich (William Irish), Si parte alle sei, traduzione di Maria Teresa Marenco, collana Oscar. Gialli n. 143, Milano : A. Mondadori, 1986
- Cornell Woolrich, Si parte alle sei, traduzione di Nicoletta Lamberti, collana I Classici del Giallo n. 867, Milano, A. Mondadori, 2000